# Шьольце
Шьольце (італ. Sciolze, п'єм. Siosse) — муніципалітет в Італії, у регіоні П'ємонт,  метрополійне місто Турин.
Шьольце розташоване на відстані близько 520 км на північний захід від Рима, 15 км на схід від Турина.
Населення — 1482 особи (2014).
Щорічний фестиваль відбувається 16 серпня. Покровитель — святий Рох.

## Демографія
Населення за роками:

Станом на 1 січня 2023 року в муніципалітеті офіційно проживав 91 іноземець з 16 країн, серед них 75 громадян країн Євросоюзу.

## Сусідні муніципалітети
- Чинцано
- Гассіно-Торинезе
- Марентіно
- Монкукко-Торинезе
- Монтальдо-Торинезе
- Ривальба